# That's Why God Made the Radio
Albums de The Beach Boys
The Smile Sessions
(2011)
Singles
1. That's Why God Made the Radio
Sortie : 2012
2. Isn't It Time
Sortie : 2012

That's Why God Made the Radio est le vingt-neuvième album studio des Beach Boys, sorti en 2012. C'est leur premier album depuis la mort de Carl Wilson, en 1998. Le groupe se compose désormais de Brian Wilson, Mike Love, Al Jardine, Bruce Johnston et du guitariste David Marks, qui avait quitté les Beach Boys en octobre 1963.
À sa sortie, l'album se classe no 3 des ventes aux États-Unis, le meilleur classement des Beach Boys depuis la compilation Endless Summer (no 1 en 1974).

## Titres
1. Think About the Days (Brian Wilson, Joe Thomas) – 1:27
  - The Beach Boys (chant), Scott Bennett (vibraphone), Jeffrey Foskett (chant), Probyn Gregory (cor d'harmonie), Joe Thomas (piano)
2. That's Why God Made the Radio (Wilson, Thomas, Larry Millas, Jim Peterik) – 3:19
  - Brian Wilson (chant), Scott Bennett (orgue), Tom Bukovac (guitare électrique), Chad Cromwell (batterie), Jeffrey Foskett (guitare acoustique, chant), John Hobbs (piano), Michael Rhodes (basse), Nick Rowe (guitare électrique), Darian Sahanaja (vibraphone), Nick Walusko (guitare électrique)
3. Isn't It Time (Wilson, Mike Love, Thomas, Millas, Peterik) – 3:45
  - Brian Wilson, Bruce Johnston, Al Jardine, Mike Love (chant), Jeffrey Foskett (chant), Larry Millas (basse), Jim Peterik (ukulélé, percussions)
4. Spring Vacation (Wilson, Love, Thomas) – 3:06
  - Bruce Johnston, Mike Love et Brian Wilson (chant), Jeff Baxter (guitare électrique), Scott Bennett (orgue, clavinet), Tom Bukovac (guitare électrique), Chad Cromwell (batterie), Jeffrey Foskett (guitare acoustique, chant), Michael Rhodes (basse), Jim Riley (guitare électrique), Nick Walusko (guitare électrique)
5. The Private Life of Bill and Sue (Wilson, Thomas) – 4:17
  - Brian Wilson (chant), Scott Bennett (vibraphone), Nelson Bragg (percussions), Tom Bukovac (guitare acoustique), John Cowsill (batterie), Jeffrey Foskett (guitare acoustique, chant), Probyn Gregory (guitare acoustique), John Hobbs (piano), Paul Mertens (saxophone baryton), Darian Sahanaja (vibraphone), Brett Simons (basse)
6. Shelter (Wilson, Thomas) – 3:02
  - Brian Wilson (chant), Nelson Bragg (percussions), Tom Bukovac (guitare électrique), Jeffrey Foskett (chant, guitare acoustique), Probyn Gregory (cor d'harmonie), John Hobbs (piano), Joe Thomas (clavecin)
7. Daybreak Over the Ocean (Love) – 4:20
  - Mike Love (chant), Adrian Baker (chant), Curt Bisquera (batterie), Paul Fauerso (claviers, percussions), Jeffrey Foskett (chant), Cliff Hugo (basse), Christian Love (chant), Hayleigh Love (chant), Scott Totten (guitare électrique et acoustique)
8. Beaches in Mind (Wilson, Love, Thomas) – 2:38
  - Mike Love (chant), Jeff Baxter (guitare électrique), Scott Bennett (orgue, clavinet), John Cowsill (batterie), Jeffrey Foskett (chant), Probyn Gregory (guitare acoustique), Jim Riley (guitare électrique), Brett Simons (basse), Joe Thomas (orgue)
9. Strange World (Wilson, Thomas) – 3:03
  - Brian Wilson (chant), Nelson Bragg (percussions), Tom Bukovac (guitare électrique), Chad Cromwell (batterie), Jeffrey Foskett (chant), Gary Griffin (accordéon), John Hobbs (piano), Paul Mertens (arrangements), Michael Rhodes (basse)
10. From There to Back Again (Wilson, Thomas) – 3:23
  - Al Jardine et Brian Wilson (chant), Alisha Bauer (violoncelle), Tom Bukovac (guitare électrique), Joel Deroulin (violon), Jeffrey Foskett (chant), Vanessa Freebarin-Smith (violoncelle), John Hobbs (piano), Sharon Jackson (violon), Peter Kent (violon), Songa Lee (violon), Paul Mertens (arrangements, flûte), Michael Rhodes (basse), Julie Rogers (violon), John Wittenberg (violon)
11. Pacific Coast Highway (Wilson, Thomas) – 1:47
  - Brian Wilson (chant), Alisha Bauer (violoncelle), Nelson Bragg (percussions), Joel Deroulin (violon), Jeffrey Foskett (chant), Vanessa Freebarin-Smith (violoncelle), Probyn Gregory (cor d'harmonie), Sharon Jackson (violon), Peter Kent (violon), Songa Lee (violon), Paul Mertens (arrangements, flûte), Julie Rogers (violon), Joe Thomas (piano), John Wittenberg (violon)
12. Summer's Gone (Wilson, Jon Bon Jovi, Thomas) – 4:41
  - Brian Wilson (chant), Eddie Bayers (batterie), Scott Bennett (vibraphone), Chris Bleth (hautbois), Nelson Bragg (percussions), Tom Bukovac (guitare acoustique),  Jeffrey Foskett (chant), Probyn Gregory (cor d'harmonie), Paul Mertens (flûte), Michael Rhodes (basse), Brett Simons (basse), David Stone (contrebasse), Joe Thomas (piano), Nick Walusko (guitare électrique)